# André Pinto
André Almeida Pinto (Vila Nova de Gaia, 5 ottobre 1989) è un ex calciatore portoghese, di ruolo difensore.

## Carriera

### Club

#### Inizio carriera
Ha trascorso l'intera carriera nel campionato portoghese, giocando, però, una stagione in Grecia con il Panathīnaïkos.

#### Braga
Ha giocato quattro stagioni col Braga, vincendo una Coppa di Portogallo e una Coppa di Lega portoghese.

#### Sporting Lisbona
A partire dal 1º luglio 2017 è un giocatore dello Sporting Lisbona.

### Nazionale
Ha rappresentato tutte le nazionali minori portoghesi dall'Under-16 all'Under-23.
Il 31 marzo 2015 ha giocato una partita con la nazionale maggiore, un'amichevole contro Capo Verde: in tale occasione ha ricevuto un'espulsione dopo un'ora di gioco.

## Palmarès

### Club

#### Competizioni nazionali
- Coppa del Portogallo: 2

Braga: 2015-2016
Sporting Lisbona: 2018-2019
- Coppa di Lega portoghese: 2

Sporting Lisbona: 2017-2018, 2018-2019